# (2160) Spitzer
(2160) Spitzer (1956 RL; 1956 SJ; 1966 RN; 1971 UV1; 1976 SX2) ist ein Asteroid des äußeren Hauptgürtels, der zur Koronis-Familie gehört und am 7. September 1956 im Rahmen des Indiana Asteroid Program am Goethe-Link-Observatorium entdeckt wurde.

## Benennung
Der Asteroid wurde nach Lyman Spitzer, Jr. (1914–1997) benannt. Er war von 1947 bis 1979 Direktor des Princeton-University-Observatorium.